# Léon H. Dupriez
Léon H. Dupriez (19.10.1901– 13.10.1986) là một nhà kinh tế học người Bỉ.
Duprez sinh tại Leuven, học ở Đại học Harvard (1918-1919) và Đại học Công giáo Leuven (1919-1924). Từ năm 1925 tới năm 1928 ông làm việc trong Ngân hàng quốc gia Bỉ. Ông trở thành giáo sư các môn kinh tế học, thống kê và khoa học luận kinh tế ở Đại học Công giáo Leuven từ năm 1930 tới khi nghỉ hưu năm 1972.
Ông được thưởng giải Francqui năm 1948.

## Tác phẩm chính
- Des mouvements économiques généraux, Louvain, Institut de Recherches économiques et sociales/ Nauwelaerts Editeur, 1951.